# هانس غال
هانس غال (بالألمانية: Hans Gál)‏ هو عالم موسيقى وملحن وأستاذ جامعي وعازف بيانو نمساوي، ولد في 5 أغسطس 1890 في Brunn am Gebirge ‏ في النمسا، وتوفي في 3 أكتوبر 1987 في إدنبرة في المملكة المتحدة.

## وصلات خارجية
- الموقع الرسمي
- هانس غال على موقع مونزينجر (الألمانية)
- هانس غال على موقع ميوزك برينز (الإنجليزية)
- هانس غال على موقع أول ميوزيك (الإنجليزية)
- هانس غال على موقع ديسكوغز (الإنجليزية)